# Trojanovice
Trojanovice település Csehországban, Nový Jičín-i járásban. Trojanovice Dolní Bečva, Frenštát pod Radhoštěm, Čeladná, Kunčice pod Ondřejníkem, Veřovice, Bordovice, Prostřední Bečva és Rožnov pod Radhoštěm településekkel határos. Lakosainak száma 2759 fő (2024. január 1.).

## Népesség
A település lakosságának változását az alábbi diagram mutatja:
| Lakosok száma | 2326 | 2032 | 2060 | 2047 | 2156 | 2062 | 2557 | 2684 | 2698 | 2759 |
|               | 1869 | 1890 | 1921 | 1950 | 1980 | 2001 | 2017 | 2019 | 2022 | 2024 |